# エスカクロンプロジェクト
エスカクロンプロジェクトは、水島精二（アニメ監督）・髙橋龍也（企画・脚本家）・水無月徹（イラストレーター）・安野希世乃（声優）・安済知佳（声優）らを中心とした、一連の作品企画群。2013年から仮想歌手のPVや朗読劇などに展開し、2017年5月にOVAとしてアニメ化された。2018年末以降、しばらく作品に触れる手段が失われていたが、2021年5月15日より、OVA版の配信がdアニメストアほかではじまった。
2022年4月現在、今後の企画展開や過去作品の販売については一切発表されていない。

## 作品概要
「エスカクロン」は、「エスカ」「クロン」2人の少女の物語であり、音楽PVを5作、朗読劇を1公演（前後編2部作）と短編数作、アニメを30分OVA×2話と、いくつかの媒体で制作・公開された（「作品経緯」の項に詳述）。
各媒体を跨いで一貫した作品か、別物語であるかは明示されていないが、基本構造は一定している。現代日本と思われる世界を舞台とした各話完結の物語で、
『どこかからやってきた、静かで優しい少女エスカと好奇心旺盛な少女クロン。この2人が転々と旅をつづける中で、様々な人に出逢い、交流を深める。思春期前夜の子供たち、創作に悩むギタリスト、仕事に疲れた女性。小さな躓きを抱える人々は、エスカ・クロンと接する中で大切な想いを再確認し、それぞれの問題を解消していく。そうして世界を少し色づかせながら、エスカ・クロンは新たな場所へ旅だっていく…』
といった人情物、ロードムービー調の展開を基本線とする。

## 現在視聴できる動画等
エスカクロンは楽曲PV・朗読劇・アニメの3分野で展開されたが、唯一アニメ版が配信されたのみで他の楽曲・映像は一切配信・販売されていない。しかし、音楽PVの一部やアニメの予告編などは動画サイトに残存しており、またエスカクロン名義ではないが1曲のみCDに収録されている。この項では2022年4月現在で確認できるものを整理する。
それぞれの詳細は以下「作品経緯」「関連作品」の項を参照。
- 『月夜と黒猫/エスカクロン』
  - 2013年05月17日公開。楽曲PV5作のうちの1つ。
- 『Many colors, Many brights, Many more musics』
  - 2016年04月27日公開。楽曲PV5作のうちの1つ。楽曲・映像ともにアニメ版のOPのベースとしても使われた。
- 『OVA「エスカクロン」PV』
  - 2017年07月04日公開。アニメ版のイベント上映を前に、予告編として公開。
- 『「エスカクロン」配信決定CM』
  - 2017年10月25日公開。アニメ版のweb配信を前に、15秒CMとして公開。
- 『戸惑いトレイン』
  - アニメ版挿入歌。キャストである安野希世乃個人のCDアルバム『涙。（2017年07月26日発売）』のCD版にボーナストラックとして収録。エスカクロンを銘打ったCDではないが、エスカクロンの成果物で唯一有形のメディアとして販売されたものとなる。
- OVA『エスカクロン』
  - 30分×2話のOVA。イベント上映と1年のweb配信が終わり、2018年末以降は作品に触れる手段が失われていたが、2年半あけた2021年5月よりweb配信が再開された[2]。

## 作品経緯
水島精二（アニメ監督）・髙橋龍也（企画・脚本家）・水無月徹（イラストレーター）・安野希世乃（声優）・安済知佳（声優）らによる作品企画群であり、2017年までに匿名の楽曲PVが5作、朗読劇が1公演と短編数作、アニメが30分×2話と、幾つかの形態で発表されている。2013年から、大きくPV(2013-2016)→朗読劇(2016)→アニメ(2017)の順で展開してきたが、これらは一貫したプロジェクトのマルチメディア展開のように説明されることも、プロジェクト自体が変遷したように説明されたこともある。この項ではそれらの経緯を時系列で記載する。
以下、脚注を添えない情報のソースは、公式webラジオ、D-world事前イベント、およびイベント「マチアソビ vol.17」、「AnimeJapan2017」及び同イベントで配布された冊子、「OVA『エスカクロン』舞台挨拶付き上映会」等での言及による。

### 名前を伏せた音楽企画として
はじめに、音楽PVとしての「エスカクロン」が存在する。2011年に端を発し、途中停滞しつつ、2016年6月までに計5本のPVが制作された。イベントでは5作すべてが上映され、そのうち2作はインターネット上でも公開されている（『楽曲・PV』の項を参照）。公開されていない3作については、2017年7月現在、当面は公開予定がないとされる。
以下、音楽PV「エスカクロン」の時系列である。
2011年10月放送のアニメ「UN-GO」（水島精二が監督を務めた）の1シーンで声優の安野希世乃・安済知佳らが歌ったところ、これを見た音楽制作会社が新企画を提案。安野・安済が歌いつつ、その存在を伏せて、ボーカロイドのような仮想歌手として曲を世に出す企画であったという。仮想歌手としてのバックボーン構築を依頼された水島精二が、高橋龍也・水無月徹らを呼び込み、作品の主要メンバーが固まる。
2012年末から2013年頭に企画が具体化。
2013年5月17日。仮想歌手としての「エスカクロン」第1作として楽曲PV『月夜と黒猫/エスカクロン』を、ニコニコ動画に匿名アカウントからアップロードする形で公開。先述の構想通り、歌う安野・安済の名は伏せられ、PV中ではスタッフも動画の意図も明かされていない。動画についての告知も、髙橋龍也・水島精二・水無月徹らが『クリエイターのお遊び企画』とtwitterで紹介したのみであった。
その後も継続的に新たな楽曲・PVが作られていたが、発表はされず。水面下で続いた制作活動は、諸事情から次第に停滞していったという。2016年3月まで表立った動きはなかったため、初出から約3年のあいだ「エスカクロン」は実質、上記PV『月夜と黒猫/エスカクロン』1作のみの存在であった。

### 朗読劇として
2016年に「エスカクロン」が朗読劇として放送・上演された。主に2016年3月の発表から、同年7月のイベント「D-world」における公演までの動きになる。この間、前項の音楽PV制作時期に作られた楽曲も公式webラジオのOPとして発表され、音楽PV「エスカクロン」と朗読劇「エスカクロン」が並立することとなる。
以下、朗読劇「エスカクロン」の時系列である。
2013年以降世に出ることのないまま当初計画されたPV・楽曲等を制作し終えたころ、安野・安済の部署異動をきっかけに、両名の所属するavex（DIVE II ENTERTAINMENT）がエスカクロンを認識する。当時avex（DIVE II ENTERTAINMENT）では、所属声優らによるイベント「D-World」を企画しており、その一環として朗読劇が検討されていた。渡りに船と、avexのプロデューサーであった（当時。以下同じく）田中宏幸らが「エスカクロン」を朗読劇の企画として汲み上げた。
2016年に入ってから、水島精二に田中宏幸から連絡が入り、以降、朗読劇としての企画が動き始める。
2016年3月26日に、イベント「D-world」の公式サイトが開設され、同年7月10日に開催することを発表。併せて、『水島精二×高橋龍也×水無月徹×Hifumi.incによるD-world オリジナルプロジェクト』として朗読劇「エスカクロン」が同イベント中で公演されることも告知される。企画趣旨が「仮想歌手の音楽PV」から「朗読劇」へ転じたこのタイミングで、キャストの安野希世乃・安済知佳の名前も明かされた。
同年3月31日から、イベント「D-world」と朗読劇「エスカクロン」の告知を目的とした公式webラジオ『D-world project.R』の配信開始。第3回以降の放送では、番組中で数分ずつの短編朗読も行われた。これが朗読劇「エスカクロン」の初出となる。
この公式webラジオ『D-world project.R』のオープニングとして、楽曲『Many colors, Many brights, Many more musics』が発表され、同年4月27日にはそのPVがweb公開された。楽曲そのものは2013年ごろに録音したものだといい、音楽PV「エスカクロン」の時期に制作されたものが、改めて世に出た形となる。
同年6月22日、新宿ロフトプラスワンにて、「「D-World」の事前決起集会」と掲げ、イベント『エスクロに乾杯！ Produced by D-world project』開催。プロデューサー田中宏幸と、キャスト安野・安済、および水島・髙橋・水無月らによるトークイベント。「朗読劇『エスカクロン』」を告知すると同時に、楽曲PVもここまでに作られた全5作が上映された。前述の通り、このPV5作のうちweb公開されていない3作は当面公開予定がないとされ、この日の上映が唯一の公開となっている。
同年7月10日、イベント「D-world vol.0」開催。朗読劇「エスカクロン」の初公演となる。昼夜2部公演のイベントに合わせ、朗読劇も第1部・第2部とそれぞれに完結した前後編2作が演じられた。以降は朗読劇が発表されていないため、現時点ではこの公演が朗読劇「エスカクロン」の唯一の活動となっている。

### アニメとして
次いで、アニメ「エスカクロン」が存在する。主に2016年7月の朗読劇公演以降の動きであり、2017年05月にOVA30分×2作が完成。国内・海外で2度ずつイベント上映されたのち、2017年11月にAbemaTVでweb放送。同年11月からAbemaビデオにて、12月からdTVにて、それぞれ1年間のweb配信がなされた。2年半の空白の後、2021年5月にdアニメストアほかで配信が再開されている。
以下、アニメ「エスカクロン」の時系列である。
朗読劇「エスカクロン」の公演（「D-world vol.0」（2016.07.10））の直前リハーサルを行っていた頃から、アニメ化を思わせる話が水島精二に届くようになる。一般にアニメの企画は2年ほどかけて成立するため、水島はまだ先々の話として、やれるものならやりたいですね、といった温度で返していたという。
その後、プロデューサーの田中宏幸曰く、「D-world vol.0」の朗読劇公演が関係者に好評だったことをうけ「実質1日で」、水島精二曰く「監督を十何年やってきて、初めて見た」「異常なスピード感」でアニメの企画が内定。動き始める。
この際、順当に水島精二へ監督就任の依頼が来たというが、別の仕事を抱えていたため請ける事が出来ず、水島自身が山口ひかるへOVA版監督のオファーを出す。これを山口ひかるが請け、OVA版「エスカクロン」は監督：山口ひかる、総監督：水島精二という座組に決まる。
2016年9月30日、twitterに「エスカクロン公式アカウント」が開設。スタッフクレジットを呟き、マチアソビでのイベント参加を告知。
同年10月9日、イベント「マチアソビ vol.17」にてアニメ化を正式発表。合わせて公式webサイトを開設。報じた各web媒体では、このアニメ化は「朗読劇『エスカクロン』がアニメ化」と位置付けられている。
2017年3月25日、イベント「AnimeJapan2017」に出展したavexブースでのトークイベントで、アニメがOVA全2話であることと、制作の進捗状況が明かされる。
同年5月6日、イベント「マチアソビvol.18」内の企画として、映画館で完成披露上映が行われ、約80人が観覧。併せて、「以降の上映や、配信・販売の予定はまだ白紙」と告知。事実、ほかには制作を担当したアニメスタジオ「ラルケ」社内でスタッフ向け上映会が行われたのみであり、2017年7月まで、マチアソビとスタッフ向け上映会を合わせて、日本全国で150人しか視聴していない状態が続いた。
同年6月17日、フィンランドで開催されるイベント「ですコン 2017年夏」内の企画として上映された。
同年7月15日、東京丸の内ピカデリー2で舞台挨拶付き上映会が開催され、約500人が観覧。その場で、エスカクロンプロジェクトの当面の予定は（5月のマチアソビ時の告知から変わらず）白紙であることと、しかし何かしら継続していきたいことが告げられた。なお、上映に先だって7月4日に約2分間のPVがyoutubeに公開されている。イベント限定でない広く一般への公開という意味では、このPVがアニメ「エスカクロン」の映像の初出にあたる。
その後も同年9月23日に上海のイベントで上映されるなどしつつ、長らく国内での展開は未定であり、「国内で1000人も見ていない」と形容される状況が続いた。
同年11月3日、AbemaTVでweb放送された。これを以て、アニメ「エスカクロン」本編が初めて一般公開されたことになる。
AbemaTVでの配信後Abemaビデオにて、同年12月からはdTVでも、それぞれ1年間web配信された。
2018年10月31日にAbemaビデオでの配信が、次いで2018年11月30日にdTVでの配信が、それぞれ終了。パッケージ販売や新たなweb配信はなされず、また公式に作品の続報もないため、この配信終了から2021年4月まで、動画サイトに残るPV等を除くと『エスカクロン』に触れる手段は失われた状態が続いていた。
2021年5月15日、dアニメストア/dTVにてアニメ版の配信が開始され、2年半ぶりに作品に触れる手段が復活。他プラットフォームでの配信も始まり、各所で視聴が可能となっている。
2021年5月28日、公式twitterが2017年末以来にツイート。web配信再開を告知する内容。公式サイトも合わせて更新された。

## 登場人物
楽曲PV・朗読劇・アニメと媒体は変わっても、メインキャラクターはエスカ・クロンの2人である。生い立ちや細かな生活の姿など具体的なバックボーンは未だ描写されていない。この2人が様々な人やモノに出逢い、気持ちを動かし/動かされ、世界が変わっていくさまが描かれる。
エスカ
声 - 安済知佳
薄紫の髪。眼鏡をかけた、大人しく、理性的で、柔らかな少女。キャストの安済・安野らには、クロンとの対比で「月のよう」と表現される事も多い。静かながら人並に感情はあり、D-world vol.0での朗読劇では、初めての祭に胸を高鳴らせる姿が描かれた。
クロン
声 - 安野希世乃
赤い髪。華やかな笑顔、活発、元気な少女。キャストらには、エスカとの対比で「太陽のよう」と表現される事も多い。好奇心旺盛で、気になるものに飛びついていく。D-world vol.0の朗読劇では、好奇心のまま、祭を走り回る姿が描かれた。
ほか、楽曲PVから名前不明の黒猫、朗読劇からアルバートと呼ばれる存在や子供たち7人、アニメでは各話ごとに悩みを抱えるゲストキャラクター1名ずつなどが登場している。

## 関連作品

### 楽曲・PV
2017年までに、PV2作（5曲のPVが制作され、うち3作は未公開）＋ ラジオのエンディング1曲 ＋ アニメ版挿入歌5曲、これら計8曲が発表されている。
これら楽曲は（キャスト個人のCDに収録された1曲をのぞいて）販売・配信されていない。
なお、PVは上記の通り5作が制作され、イベントで上映されたが、webで公開されたのは2作のみ。非公開の3作は、当面公開の予定がないとされている。
以上、発表された8曲について、ここでは時系列に沿って記載する。
- 『月夜と黒猫/エスカクロン』
  - 楽曲PV。2013年05月17日に『ニコニコ動画』に公開、高橋龍也らがtwitterで発表したもの。当時はキャストの名前も伏せられ、企画も「クリエイターのお遊び企画」と説明されていた。
- 『Many colors, Many brights, Many more musics』
  - 楽曲PV。2016年04月27公開。企画の再始動とwebラジオの放送を機に発表され、PVもyoutubeにアップされた。この時点でキャストの安野希世乃、安済知佳も明かされている。まずラジオのOPに、次いでアニメのOPにも使われた。作曲・編曲：y0c1e/mochilon、作詞：水島精二/髙橋龍也、絵：水無月徹、映像：UKYO Inaba
- 『このセカイのユメノカケラ』
  - 2016年04月発表、ラジオのEDに使用された。作・編曲：y0c1e、作詞：オノダヒロユキ、歌：エスカクロン（安野希世乃、安済知佳）。PVは公開されていない。
- 『過去形と未来』
  - 2017年05月発表、アニメ「エスカクロン」のエンディングテーマ。作・編曲：fu_mou(Hifumi,inc)、作詞：只野菜摘、歌：エスカクロン（安野希世乃、安済知佳）。
- 『目醒めた夏』
  - 2017年05月発表、アニメ「エスカクロン」の第1話挿入歌。作・編曲：mochilon、編曲：Billy、作詞：只野菜摘、歌：MayQueen（羽多野渉、奥野香耶）。
- 『風と道標』
  - 2017年05月発表、アニメ「エスカクロン」の第1話挿入歌。作詞・作曲・編曲：佐藤陽介、歌：MayQueen（羽多野渉、奥野香耶）。
- 『雪と足跡』
  - 2017年05月発表、アニメ「エスカクロン」の第2話挿入歌。作・編曲：y0c1e、作詞：只野菜摘、歌：エスカクロン（安野希世乃、安済知佳）。
- 『戸惑いトレイン』
  - 2017年05月発表、アニメ「エスカクロン」の第2話挿入歌。作・編曲：板倉孝徳、作詞：児玉雨子、歌：安野希世乃。安野希世乃個人のCDアルバム『涙。（2017年07月26日発売）』のCD版にボーナストラックとして収録。

### 朗読劇
安野希世乃・安済知佳らがキャラクターを演じる朗読劇。水島精二が監督・演技指導をし、高橋龍也が世界観設定と脚本を務めた。
2022年4月現在、販売・配信などは一切されていない。
- D-World Project.R　での短編朗読
  - イベント「D-World vol.0」にむけた告知を行う公式webラジオ『D-World Project.R』。この第3回（2016年4月28日配信）以降、放送内の1コーナーとして短編朗読を行った。1回あたり数分の内容で、各回完結。綺麗なものに見惚れる姿など、ちょっとしたシチュエーションにおけるエスカ・クロンの対話劇。
- D-World vol.0　にて朗読劇
  - 2016年7月10日に開催された、DIVEⅡレーベル所属の声優によるイベント『D-World vol.0』で朗読劇が上演された。メインキャストである安野希世乃・安済知佳に加え、声優ユニット「Wake Up, Girls!（吉岡茉祐、永野愛理、田中美海、青山吉能、山下七海、奥野香耶、高木美佑）」がゲストキャラクターのキャストとして参加。昼夜にわけた2部公演のイベントにあわせ、朗読劇も、昼の部に第1部・夜の部に第2部と、2作が演じられた。2作は連続しつつも、それぞれ単体で完結している。村祭を控えた山村に訪れたエスカ・クロンの2人が、村の子供たちとの交流を通じ、ヒトの優しさ、温かさに触れるストーリー。

### アニメ
2017年5月に30分×2話のOVAが完成し、イベントにて公開された。途中、視聴手段がない2年半の空白期間を経て、2021年5月15日よりdアニメストアほかで配信されている。
時系列は以下の通り。
2016年10月にアニメ化を発表、2017年5月に30分×2話分のOVAが完成している。完成後暫く、国内で2度・海外で2回のイベント上映でのみ上映。その後、2017年11月3日にAbemaTVでweb放送されるとともに、同日からAbemaビデオにて、同年12月以降にdTVにて、それぞれ1年間web配信された。その配信終了を以って作品に触れる手段が一旦失われたが、2年半の空白の後、2021年5月15日よりdアニメストアより配信再開、その後も順次配信サイトが追加された。
- 原作 - Transit
- 総監督 - 水島精二
- 監督 - 山口ひかる
- 脚本 - 髙橋龍也
- キャラクター原案 - 水無月徹
- キャラクターデザイン - 渡部里美
- 音楽 - 未知瑠 (Hifumi,inc)
- 音楽制作 - DIVE II entertainment
- アニメーション制作 - Lerche
- キャスト（エスカ） - 安済知佳
- キャスト（クロン） - 安野希世乃

### 各話リスト
| 話数 | サブタイトル | 脚本     | 絵コンテ   | 演出       | 作画監督                     | 総作画監督 | 放送日         |
| ---- | ------------ | -------- | ---------- | ---------- | ---------------------------- | ---------- | -------------- |
| #01  | めざめた夏   | 髙橋龍也 | 山口ひかる | 山口ひかる | 岩佐とも子 難波聖美          | 渡部里美   | 2017年 11月3日 |
| #02  | 雪とあしあと | 髙橋龍也 | 山口ひかる | 福井洋平   | 岩佐とも子 幸野浩二 樋口博美 | 渡部里美   | 2017年 11月3日 |

## イベント
- 『エスクロに乾杯！ Produced by D-world project』 - 2016.06.22,新宿ロフトプラスワンで開催。ざっくばらんなトークショーとして作品経緯を語ったほか、PVを上映した
- 『D-World vol.0』 - 2016.07.10,日本教育会館で開催。声優のライブ、ステージショーと共に、朗読劇「エスカクロン」の公演。
- 『マチアソビ vol.17前夜祭』 - 2016.10.04,阿佐ヶ谷ロフトAで開催。マチアソビvol.17の告知イベント。プロデューサー田中宏幸が「エスカクロン」のトークショーを告知
- 『マチアソビ vol.17』 - 2016.10.09,マチアソビ vol.17 東公園ステージで開催。キャスト2名と水島精二、プロデューサー田中宏幸らでアニメ制作の正式発表、トーク、ライブ等行った。
- 『AnimeJapan 2017』 - 2017.03.25,AnimeJapan2017のavexブースで「制作進捗報告会＆ミニライブ」と題したトークライブ。登壇者はキャスト2名と山口ひかる、田中宏幸P。アニメの媒体がOVA全2話であることなど発表。
- 『マチアソビ vol.18』 - 2017.05.06,スペシャルトークショー、および「完成披露上映会」を開催。アニメとしてのエスカクロンの初出となる。
- 『ですコン　2017年夏季』 - 2017.06.17,フィンランドで開催されるアニメイベント「ですコン」にて上映された。[39]
- 『OVA「エスカクロン」舞台挨拶付上映会』 - 2017.07.15,東京、丸の内ピカデリー2で舞台挨拶付き上映会を開催。水島精二･安野･安西･田中P･山口ひかるが登壇。
- 『Anitama 水島精二 交流会。』 - 2017.09.23,中国、上海。中国のwebメディアAnitama主催による水島精二のファンイベントにてエスカクロンが上映された[41]。

## ラジオ
- D-World Project.R - 2016.03.31配信開始、隔週木曜更新、全8回。「エスカクロン」の企画説明や、短編の朗読劇などを行った。